# Aylsham (Saskatchewan)
Aylsham est une communauté située dans la province de Saskatchewan, dans le centre-est.